# Estadio Nueva Condomina
Estadio Nueva Condomina är en arena i Murcia, Spanien. Den blev klar 2006 och används mest för fotboll då den är hemmaarena för Real Murcia. Nueva Condomina ersatte den gamla arenan Estadio de La Condomina och har en kapacitet på 31 179 människor.
Arenan invigdes officiellt den 11 oktober 2006 med invigningsmatchen mellan Spanien och Argentina.